# هاي سكور غيرل
هاي سكور غيرل (باليابانية: ハイスコアガール، بالروماجي: Hai Sukoa Gāru) (بالإنجليزية: Hi Score Girl)‏ هي سلسلة مانغا يابانية من تأليف ورسم رينسوكي أوشيكيري، نشرت من قبل سكوير إنكس في مجلة غانغان كوميكس، نشرت في 25 أكتوبر عام 2010 حتى 25 سبتمبر عام 2018، وتكونت من 10 مجلدات.  أنتجت إلى مسلسل أنمي تلفزيوني من قبل استوديو جاي سي ستاف بالتعاون مع SMDE، عرض الأنمي في 13 يوليو عام 2018 حتى 28 سبتمبر عام 2018. عرض الموسم الثاني في 25 أكتوبر عام 2019 حتى 20 ديسمبر عام 2019، وتكون الأنمي من 21 حلقة + 3 أوفا.

## القصة
تدور أحداث القصة عن هارو ياغوتشي هو شاب كئيب لكنه لاعب ألعاب الفيديو ماهر، وقد أكتسب الاحترام والثقة والفخر، يلتقي بفتاة اسمها أكيرا أونو في مبارات مصيرية فتتفوق عليه.

## الشخصيات

### الشخصيات الرئيسية
هارو ياغوتشي (باليابانية: 矢口 春雄، بالروماجي: Yaguchi Haruo)
مؤدي الصوت: كوهي أماساكي
أكيرا أونو (باليابانية: 大野 晶، بالروماجي: Ōno Akira)
مؤدية الصوت: سايومي سوزوشيرو
كوهارو هيداكا (باليابانية: 日高 小春، بالروماجي: Hidaka Koharu)
مؤدية الصوت: يوكي هيروسي

### شخصيات أخرى
نامي ياغوتشي (باليابانية: 矢口 なみえ، بالروماجي: Yaguchi Namie)
مؤدية الصوت: ساتومي أراي
جيا (باليابانية: じいや، بالروماجي: Jiya)
مؤدي الصوت: تشو
ماكوتو أونو (باليابانية: 大野 真، بالروماجي: Ōno Makoto)
مؤدية الصوت: تشيناتسو أكاساكي
مويمي غودا (باليابانية: 業田 萌美، بالروماجي: Gōda Moemi)
مؤدية الصوت: شيزوكا إيتو
غينتا دوي (باليابانية: 土井 玄太، بالروماجي: Doi Genta)
مؤدي الصوت: دايكي ياماشيتا
تشيهيرو أونيزوكا (باليابانية: 鬼塚 ちひろ، بالروماجي: Onizuka Chihiro)
مؤدية الصوت: داريا ميدو
نوماتا (باليابانية: 沼田先生، بالروماجي: Numata)
مؤدي الصوت: يويتشي ناكامورا
كوتارو مياو (باليابانية: 宮尾 光太郎، بالروماجي: Miyao Kōtarō)
مؤدي الصوت: كازويوكي أوكيتسو
فيليسيا نيكوتاما (باليابانية: 二子玉川 フェリシア، بالروماجي: Nikotamagawa Ferishia)
مؤدية الصوت: شيوري إيزاوا
أولباث أويماتشي
مؤدي الصوت: تاكوما تيراشيما
ساغات تاكدانوبابا
مؤدي الصوت: كينيتشي سوزومورا
بلانكا كوهومبوتسو
مؤدي الصوت: جونيتشي سوابي
ساسكواتش تاماغاوا غاكوين ماي
مؤدي الصوت: كينشو أونو

## وصلات خارجية
- هاي سكور غيرل على موقع سكوير إنكس باللغة اليابانية
- موقع الأنمي الرسمي باللغة اليابانية
- هاي سكور غيرل على موقع ANN manga (الإنجليزية)